# Сингерь
Сингерь — деревня в Вязниковском районе Владимирской области России, входит в состав муниципального образования посёлок Мстёра.

## География
Деревня расположена в 14 км на восток от центра поселения посёлка Мстёра и в 7 км на северо-запад от райцентра города Вязники.

## История
В XIX — первой четверти XX века деревня входила в состав Станковской волости Вязниковского уезда, с 1926 года — в составе Вязниковской волости. В 1859 году в деревне числилось 55 дворов, в 1905 году — 27 дворов, в 1926 году — 40 дворов.
С 1929 года деревня входила в состав Станковского сельсовета Вязниковского района, с 2005 года — в составе муниципального образования посёлок Мстёра.

## Население
| 1859 | 1905 | 1926 | 2002 | 2010 | 2021 |
| ---- | ---- | ---- | ---- | ---- | ---- |
| 297  | ↘154 | ↗223 | ↘47  | ↘36  | ↘34  |